# Il dottor Semmelweis
Il dottor Semmelweis (titolo originale: La Vie et l'œuvre de Philippe Ignace Semmelweis) è il titolo della pubblicazione della tesi di laurea in medicina dello scrittore francese Céline. Ancora sconosciuto e senza pseudonimo, Louis-Ferdinand Destouches la terminò nel 1924, e la discusse il 1º maggio dello stesso anno.
Vi è raccontata la vicenda del noto eroe scientifico Ignác Semmelweis, che nella Vienna di metà XIX secolo scoprì le cause della febbre puerperale, grave infezione che colpisce le partorienti e che all'epoca, nel centro ostetrico dove Semmelweis operava, toglieva la vita a una donna su quattro.
La singolarità dell'intera vicenda risiede nel fatto che il giovane dottore dedusse le cause di tale infezione tra l'indifferenza ostile dei colleghi, che ne respinsero le supposizioni circa la proliferazione (le mani infette dei dottori che operavano sulle partorienti) e i metodi per la prevenzione (un accurato lavaggio delle mani prima di entrare in sala parto), pur avendo una evidenza pratica: tale ostilità preconcetta nella comunità scientifica è stata poi chiamata riflesso di Semmelweis. Inoltre, le intuizioni di Semmelweis arrivarono quando i microscopi erano insufficienti per sapere dell'esistenza dei microbi, ben prima quindi che Pasteur gettasse le basi della moderna microbiologia (che rivaluterà l'operato e il genio di Semmelweis, dandogli postumo il merito che gli spettava in vita).
Céline la fece ripubblicare nel 1952 col titolo Semmelweis.

## Edizioni
- Thèse pour le doctorat en médecine (diplôme d'État). La Vie et l'œuvre de Philippe Ignace Semmelweis (1818-1865). Rennes, impr. Francis Laennec, 1924. 96 p. Faculté de médecine de Paris. Année 1924.
- Mea sulpa suivi de la vie et l'œuvre de P. I. Semmelweis, Paris, Denoël et Steele, 1937.
- Semmelweis (1818-1865), Paris, Gallimard, 1952.
- Cahiers Céline 3, textes riéunis et présentes par Jean-Pierre Dauphin et Henri Godard, in Semmelweis et autres écrits médicaux, Paris, Gallimard, 1977,  p. 265.
- Il Dottor Semmelweis, traduzione di Ottavio Fatica ed Eva Czerkl, con un saggio di Guido Ceronetti, Collana Piccola Biblioteca n.30, Milano, Adelphi, 1975, ISBN 88-459-0182-3. ISBN 978-88-459-0182-9
- Semmelweis, Édition de Jean-Pierre Dauphin et Henri Godard. Préface de Philippe Sollers, Collection L'Imaginaire n.406, Paris, Gallimard, 1999.